# Echega Guiçoi

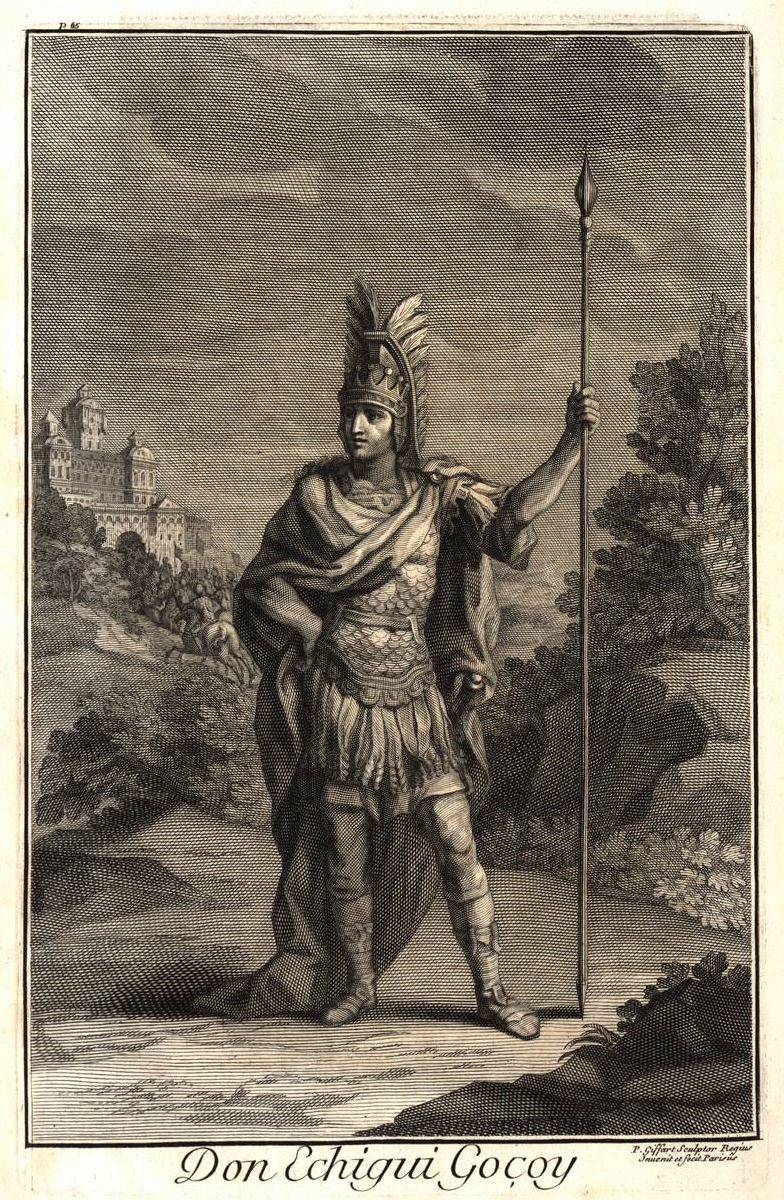
Echega Guiçoi.

D. Echega Guiçoi (c. 985 -1060) foi um fidalgo, Rico-homem e Cavaleiro medieval do Condado Portucalense.

## Relações familiares
Foi filho de D. Vizoi Vizois (950 -?) e de Munia. Casou no ano 1000 com Aragunta Gonçalves da Maia (985 -?), de quem teve:
1. D. Gomes Echigues (Felgueiras, 1010 -?) que casou por duas vezes, a primeira com Gontrode Moniz, filha de Múnio Fernandez (1030 -?) filho bastardo do Fernando I de Leão e Castela "o Magno", rei de Castela e Leão e a segunda com Goldregodo Sendines.